# Orde van de Ster van Buchara
De Orde van de Ster van Buchara werd in 1860 door de Emir van Emiraat Buchara ingesteld. De orde had drie graden. Er was voor zover bekend geen lint en ook de draagwijze van de orde is onbekend.